# Prumnopitys
A Prumnopitys a tűlevelűek (Pinopsida) osztályába sorolt fenyőalakúak (Pinales) rendjében  a kőtiszafafélék (Podocarpaceae) családjának egyik nemzetsége mintegy tíz fajjal.

## Fajai
- andesi kőtiszafa (Prumnopitys andina)
- Prumnopitys exigua
- Prumnopitys ferruginea
- Prumnopitys ferruginoides
- Prumnopitys harmsiana
- Prumnopitys ladei
- Prumnopitys montana
- Prumnopitys standleyi
- Prumnopitys taxifolia